# Gavinana (San Marcello Piteglio)
Gavinana (già Cavinana) è una frazione del comune italiano di San Marcello Piteglio, nella provincia di Pistoia, in Toscana.

## Geografia
La località si trova a circa 821m sul livello del mare, nell'alto Appennino Pistoiese(Appennino Tosco/Emiliano), adagiato sulle pendici del monte Crocicchio.

## Storia
Nei pressi di Gavinana si svolse il 3 agosto 1530 la battaglia che vide scontrarsi le truppe della Repubblica fiorentina guidate dal mercante Francesco Ferrucci e quelle imperiali di Carlo V. Nello stesso luogo il condottiero fiorentino, già ferito gravemente, fu colpito a morte da Fabrizio Maramaldo, «un capitano di ventura calabrese al servizio dell'Imperatore», al quale si rivolse pronunciando la famosa frase "Vile, tu uccidi un uomo morto".
Qui officiò l'antipapa sedevacantista Padre Frediani.

## Monumenti e luoghi d'interesse
Del borgo antico rimane la struttura del centro, con la piazza dedicata a Francesco Ferrucci, dove nel 1920 fu posta una statua equestre a ricordare l'avvenuta battaglia; di rilievo anche l'antica pieve di Santa Maria Assunta del XIII secolo, all'interno della quale si trova un grande organo a canne molto antico, e la sede del museo ferrucciano, dove sono raccolte armi e documenti sulla storia del Ferrucci.
- Pieve di Santa Maria Assunta
- Museo ferrucciano
- Punto informativo centrale dell'Ecomuseo della montagna pistoiese presso Palazzo Achilli
- Museo Naturalistico e Archeologico dell’Appennino Pistoiese (MUNAP) presso Palazzo Achilli

## Economia
Il borgo è meta di turismo e villeggiatura estiva.

## Feste, manifestazioni e cultura

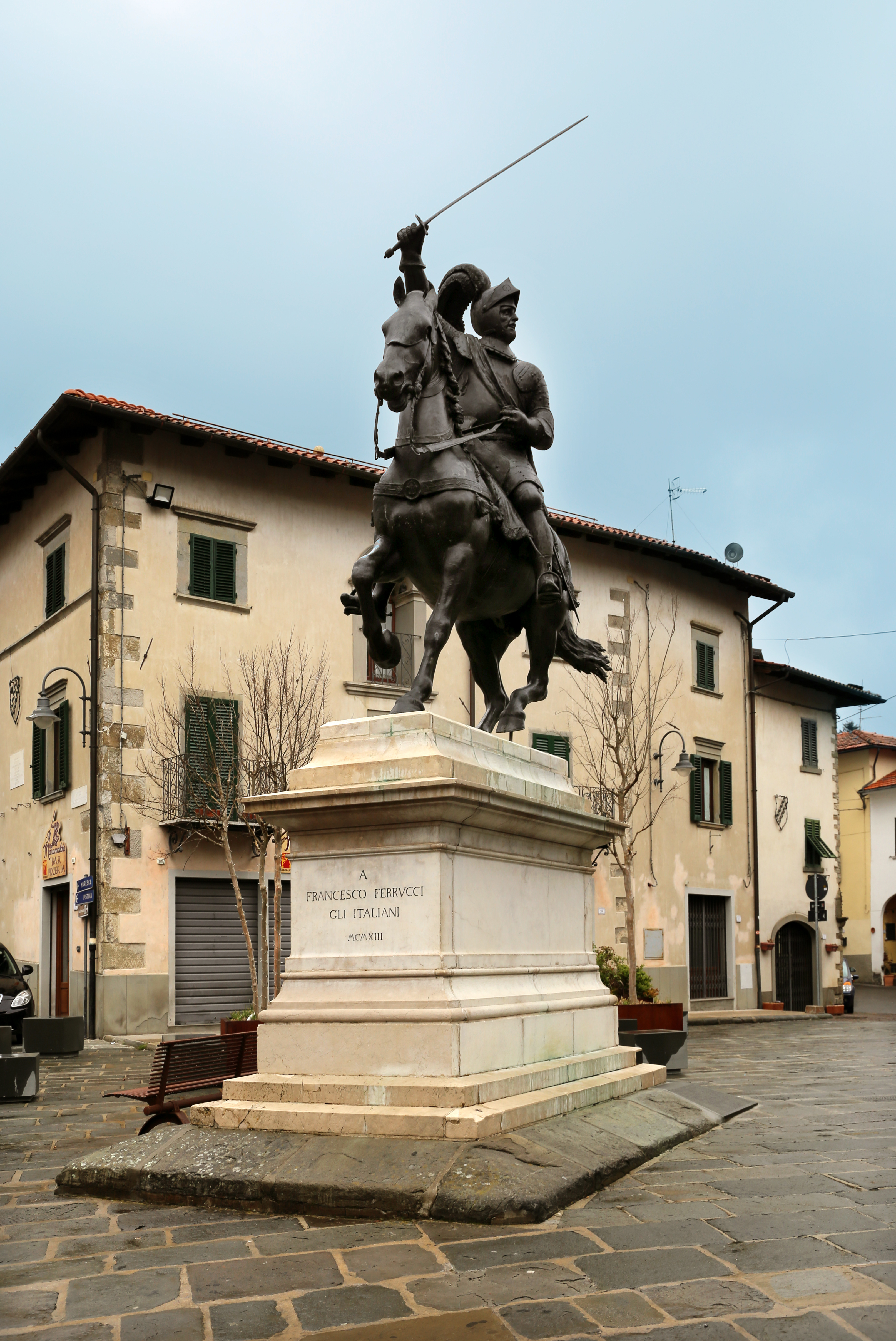
Il monumento equestre a Francesco Ferrucci, opera di Emilio Gallori del 1920

- Manifestazioni Ferrucciane e Palio degli anelli: disputa fra le quattro contrade in cui è diviso il paese (Aiale, Apiciana, Castello, Pievana) per la conquista del drappo dipinto da artisti locali).
- Mercatino dei ricordi e delle pietre dure nei mesi di luglio e agosto.
- Festa della castagna ad ottobre.
- Festa dell'aria a metà luglio.

Le ultime due organizzate dal Gruppo Giovani Gavinana e la Pro loco Gavinana.
Nei pressi di Gavinana si trova l'osservatorio astronomico di Pian dei Termini, sito sulla strada che porta alla piana di Pratorsi e al rifugio scout La Spianessa; qui, fino ai primi anni ottanta, è stato possibile praticare sport invernali grazie agli impianti di risalita oggi in disuso. A due ore di cammino è raggiungibile il Rifugio del Montanaro (1567 m s.l.m.) nella Foresta del Teso.
Gavinana è citata nel film Amici miei di Mario Monicelli (1975) come la località dove il conte Mascetti spedisce moglie e figlia ("le villeggianti") in estate, senza preoccuparsi di andarle a recuperare quando è già nevicato abbondantemente.

## Infrastrutture e trasporti
Gavinana è raggiungibile in auto o con i pullman di linea Copit dalla Strada statale 66 Pistoiese. Pur non trovandosi sulla provinciale (ex statale), vi sono una serie di strade che la collegano ad essa, attraversando Maresca, direttamente dal Passo dell'Oppio, tramite la via Casa Verde, costruita in parte sul vecchio sedime della Ferrovia Alto Pistoiese e tramite un collegamento diretto con San Marcello Pistoiese.
La strada provinciale Lizzanese, che attraversa Gavinana, la collega con le frazioni di Spignana (collegamento alternativo per San Marcello Pistoiese, il suo ospedale e la frazione Mammiano) e Lizzano Pistoiese terminando sulla Strada Statale 12 dell'Abetone e del Brennero.
Dal 1926 al 1965 fu attiva la stazione ferroviaria, sulla linea FAP.